# Cyornis olivaceus
A Cyornis olivaceus a madarak (Aves) osztályának verébalakúak (Passeriformes) rendjébe, ezen belül a légykapófélék (Muscicapidae) családjába tartozó faj.

## Rendszerezése
A fajt Allan Octavian Hume angol ornitológus írta le 1877-ben, Cyornis olivacea néven. Besorolása vitatott egyes szervezetek a Rhinomyias nembe sorolják Rhinomyias olivaceus néven.

## Alfajai
- Cyornis olivaceus olivaceus AO Hume, 1877
- Cyornis olivaceus perolivaceus (Chasen és Kloss, 1929)

## Előfordulása
Délkelet-Ázsiában, Brunei, Indonézia, Kína, Mianmar, Malajzia és Thaiföld területén honos. Természetes élőhelyei a szubtrópusi vagy trópusi síkvidéki esőerdők, valamint ültetvények. Állandó, nem vonuló faj.

## Megjelenése
Testhossza 14-15 centiméter.

## Életmódja
Gerinctelenekkel táplálkozik, melyet általában egyedül keresgél.

## Természetvédelmi helyzete
Az elterjedési területe rendkívül nagy, egyedszáma viszont csökken, de még nem éri el  a kritikus szintet. A Természetvédelmi Világszövetség Vörös listáján nem fenyegetett fajként szerepel.